# Bharadvaja
Bharadvaja är enligt den indiska traditionen författare till den sjätte boken i Rigveda. Den fornindiska brahminkasten Bharadvaja räknade Bharadvaja som sin eponyme stamfader. 
Enligt legenden skall Bharadvaja ha varit kung Dividasas offerpräst (sanskrit purohita). Han sades vara son till guden Brhaspati och far till Drona, Panduidernas lärare, allt enligt Mahabharata, Ramayana och Purana. Bharadvajas samling av rituella hymner har sålunda sitt upphov (liksom hela den äldre vediska litteraturen i övrigt) inom kretsen av de stammar, som bildar det äldsta ursprunget till den ariska folkfamiljen i Indien. På indisk botten är den att lokalisera till Mittlandet (Madhyadepa), men just i sjätte boken syns spår som tyder på ett västligare ursprung, och att en samling av kultmaterial medförts från trakter av Iran och Turan, som utgjorde genomgångsland för arierna vid deras spridning till Indien.